# Серопревалентность
Серопревалентность — число людей в популяции, у которых положительный результат теста на конкретное заболевание основан на серологических образцах (сыворотке крови); часто они представлены в процентах от общего числа тестируемых образцов или в процентах на 100 000 тестируемых людей. Поскольку положительная идентификация[уточнить] возникновения заболевания обычно основана на наличии антител к этому заболеванию (особенно при вирусных инфекциях, таких как простой герпес, ВИЧ и SARS-CoV-2), это число не является значительным, если специфичность антитела низка.